# Росунда
«Росунда» (швед. Råsunda) — существовавший ранее шведский национальный футбольный стадион в коммуне Сольна (часть населённого пункта Стокгольм), был открыт в 1937 году. В 2012 году «Росунда» был разобран. Имел вместимость 35 000—36 608 зрителей в зависимости от использования. Стадион был домашним для футбольного клуба АИК, также ежегодно до 2012 года здесь проводилось большинство домашних матчей национальной футбольной команды, остальные игрались на «Уллеви» в Гётеборге. С 2012 года национальная сборная Швеции играет на «Френдс арене», что всего в 800 метрах от места, где раньше был стадион «Росунда».
Рекорд посещаемости 52 943 человека был зафиксирован 26 сентября 1965 года, когда Швеция играла с ФРГ.
«Росунда» — первый из двух стадионов, принявших финал чемпионата мира по футболу среди мужчин и среди женщин: в 1958 и в 1995 годах соответственно). Другой стадион, удостоившийся такой чести — «Роуз Боул» в калифорнийской Пасадине, США (Финал чемпионата мира по футболу 1994 среди мужчин и в 1999 среди женщин).
1 апреля 2006 года Шведский футбольный союз объявил о постройке нового стадиона в Сольне, получившего название «Френдс Арена». Изначально «Сведбанк» выкупил права на название за 150 миллионов крон и хотел назвать стадион «Сведбанк Арена», но изменил вариант имени на текущий 25 марта 2012 года. Стадион «Френдс Арена» был открыт 27 октября 2012, а старый был снесён через год.